# Industria auto din România
Acest articol se referă la industria automobilistică din România.

## Istoric
Primul automobil fabricat pe teritoriul României de azi a fost Marta, în Austro-Ungaria, la Arad, în anul 1909, la uzinele Magyar Automobil Reszveny Tarsasag Arad.
S-au produs peste 150 de automobile pe an.
În desen și performanță erau similare celor din Germania, cu transmisie prin lanț și cu o putere în jur de 30 CP.
Primul automobil românesc modern, fabricat la uzinele Malaxa din Reșița (unde se fabricau drezine feroviare din 1928) fusese desenat de inginerul Petre Carp și era prevăzut cu un motor radial cu trei cilindri, răcit cu aer, care la 30 CP atingea 120 km/ora, cu șase pasageri, la un consum de 11 litri pe 100 km.
Din 1990, câțiva producători auto străini, de exemplu Mercedes-Benz, Audi, Volvo, Hyundai, Toyota și Peugeot și-au planificat să-și deschidă fabrici în România. 

## Generalități
Parcul auto din România era de 5,3 milioane de autovehicule în anul 2009
și 5,41 milioane de vehicule în 2010.
În anul 2011, industria auto de pe piața locală a înregistrat o cifră de afaceri totală de 11,1 miliarde euro.
Industria auto locală a urcat de la o cifră de afaceri de 8 miliarde de euro în 2009 la 18 miliarde de euro în 2014 iar cei 600 de producători de componente prezenți pe piața locală au peste 200.000 de salariați și afaceri cumulate de 12,5 miliarde de euro.
În anul 2008, industria auto din România a consemnat o creștere de aproape 40% a cifrei de afaceri totală, la 10,7 miliarde euro, și avea aproximativ 200.000 de angajați.
În anul 2007, cifra de afaceri globală din industria auto a fost de 7,35 de miliarde de euro.
Cifra de afaceri a sectorului auto din România a fost estimata pentru anul 2008 la 6,5 miliarde de euro, față de 5,6 miliarde în 2007.
Înmatriculările de autoturisme noi în România au scăzut în anul 2010 cu peste 18% la 94.500 unități, de la 116.000 în 2009, fiind cel mai slab an din ultimii 8 ani.
În primele 11 luni din anul 2008 au fost înmatriculate în România  512.823 autoturisme, din care 246.173 de mașini au fost second-hand, reprezentând 48% din înregistrări, și 266.650 de autoturisme au fost noi, echivalentul a 52%.
În anul 2006, în România au fost vândute 297.162 autovehicule, dintre care: 256.364 autoturisme, 38.285 vehicule comerciale și 2.513 autobuze.
Dintre cele 256.364 de autoturisme, 137.252 au fost din import. De asemenea, România a exportat 80.032 autoturisme și a produs 201.663.
Pentru anul 2013 este preconizată o creștere a producției, până la 765.000 de autovehicule, în mare parte datorită investițiilor Ford la Craiova și a utilizării integrale a capacității de producție a uzinei Dacia.
De asemenea vânzările de mașini pe plan local vor crește la 535.000 de unități.
Producția de autoturisme din România a scăzut cu 10,67% în 2020, pe fondul pandemiei de coronavirus. Astfel, cele două uzine auto au produs 438.107 unități.
În industria auto din România activează circa 110.000 de persoane, dintre care 13.076 de angajați pe platforma Automobile Dacia, circa 4.000 de persoane la Daewoo Automobile România și circa 75.000 de persoane în companiile care furnizează subansambluri atât către constructorii locali, cât și la export (decembrie 2007).
În prezent (mai 2008), în lume există în jur de 650 de milioane de autoturisme. Pentru anul 2050 estimarea este de 2,9 miliarde autoturisme.

## Parcul auto
Parcul auto din România a crescut în anul 2010 cu 1,8%, la peste 5,42 milioane de vehicule, din care 4,3 milioane erau autoturisme, cu 6,4% mai multe față de 2009.
Cele mai multe vehicule sunt echipate cu motorizări pe benzină, aproape 60%.
În 2009, parcul auto a crescut față de 2008 cu 5%, la peste 5,32 milioane de vehicule.
În București erau înscrise cele mai multe vehicule, respectiv 1,17 milioane, urmat de județul Timiș cu peste 203.000 unități și Cluj cu mai mult de 202.000 unități.
La polul opus, cu cele mai putine mașini înscrise, se află Tulcea, cu 40.500 vehicule înscrise.
Parcul de vehicule mai cuprindea la sfârșitul anului 2010 aproape 500.000 de autoutilitare, 50.000 de tractoare și circa 26.000 de motociclete.
De asemenea, la sfârșitul anului 2010 erau înregistrate peste 172.000 de remorci și 13.000 de subcategorii de remorci și 370 de autorulote.
Parcul de autobuze și microbuze numără aproximativ 40.000 de unități.

## Cote de piață
| ANUL | Cota de piață a principalelor companii producătoare de autoturisme | Cota de piață a principalelor companii producătoare de autoturisme | Cota de piață a principalelor companii producătoare de autoturisme | Cota de piață a principalelor companii producătoare de autoturisme | Cota de piață a principalelor companii producătoare de autoturisme | Cota de piață a principalelor companii producătoare de autoturisme | Cota de piață a principalelor companii producătoare de autoturisme | Cota de piață a principalelor companii producătoare de autoturisme |               |
| ---- | ------------------------------------------------------------------ | ------------------------------------------------------------------ | ------------------------------------------------------------------ | ------------------------------------------------------------------ | ------------------------------------------------------------------ | ------------------------------------------------------------------ | ------------------------------------------------------------------ | ------------------------------------------------------------------ | ------------- |
| 2024 | (29,4%)                                                            | (8,48%)                                                            | (7,02%)                                                            | (6,8%)                                                             | (6,78%)                                                            | (6,37%)                                                            | (4,3%)                                                             | (3,59%)                                                            |               |
| 2023 | (31,8%)                                                            | (7,4%)                                                             | (7,4%)                                                             | (7,3%)                                                             | (6,8%)                                                             | (6,2%)                                                             | (4,6%)                                                             | (3,3%)                                                             |               |
| 2022 | (30,8%)                                                            | (7,9%)                                                             | (7,4%)                                                             | (6,7%)                                                             | (6,7%)                                                             | (6,5%)                                                             | (6,3%)                                                             | (2,8%)                                                             |               |
| 2021 | (29,1%)                                                            | (8%)                                                               | (7,4%)                                                             | (6,6%)                                                             | (6,5%)                                                             | (6,5%)                                                             | (6,5%)                                                             | (3,7%)                                                             |               |
| 2020 | (32,0%)                                                            | (8,2%)                                                             | (8,0%)                                                             | (7,6%)                                                             | (5,5%)                                                             | (5,5%)                                                             | (5,1%)                                                             | (3,2%)                                                             | [ 17 ]        |
| 2019 | (30,2%)                                                            | (8,9%)                                                             | (8,5%)                                                             | (8,0%)                                                             | (6,4%)                                                             | (4,8%)                                                             | (4,3%)                                                             | (3,8%)                                                             | [ 18 ]        |
| 2018 | (32,4%)                                                            | (9,2%)                                                             | (8,3%)                                                             | (7,9%)                                                             | (6,0%)                                                             | (4,8%)                                                             | (4,0%)                                                             | (3,3%)                                                             | [ 19 ]        |
| 2017 | (30,4%)                                                            | (10,7%)                                                            | (8,9%)                                                             | (8,0%)                                                             | (6,2%)                                                             | (5,0%)                                                             | (3,3%)                                                             | (3,3%)                                                             | [ 20 ]        |
| 2016 | (30,8%)                                                            | (10,4%)                                                            | (8,9%),                                                            | (7,3%)                                                             | (6,0%)                                                             | (4,7%),                                                            | (3,0%)                                                             |                                                                    | [ 21 ]        |
| 2015 | (34,5%)                                                            | (10,0%)                                                            | (9,0%)                                                             | (6,2%)                                                             | (6,1%)                                                             | (3,7%)                                                             | (3,0%)                                                             |                                                                    | [ 22 ]        |
| 2014 | (32,5%)                                                            | (10,5%)                                                            | (9,4%)                                                             | (6,9%)                                                             | (6,7%)                                                             | (4,3%)                                                             | (2,9%)                                                             |                                                                    | [ 23 ]        |
| 2013 | (33,1%)                                                            | (10,8%)                                                            | (8,0%)                                                             | (6,0%)                                                             | (5,4%)                                                             | (4,1%)                                                             | (3,7%)                                                             |                                                                    | [ 24 ]        |
| 2012 | (27,5%)                                                            | (11,3%)                                                            | (8,9%)                                                             | (6,6%)                                                             | (4,6%)                                                             | (3,4%)                                                             | (3,2%)                                                             |                                                                    | [ 25 ]        |
| 2008 | (27,8%)                                                            | (8,5%)                                                             | (7,6%)                                                             | (7,1%)                                                             | (6,3%)                                                             | (6,2%)                                                             | (4,8%)                                                             |                                                                    | [ 26 ]        |
| 2007 | (30,1%)                                                            | (9,3%)                                                             | (7,4%)                                                             | (7,3%)                                                             | (6,1%)                                                             | (5,5%)                                                             | (5,1%)                                                             | (4,3%)                                                             | [ 27 ]        |
| 2006 | (37,5%)                                                            | (9%)                                                               | (8,3%)                                                             | (8%)                                                               | (5,9%)                                                             | (4,4%)                                                             | (4,1%)                                                             | (3,7%)                                                             | [ 28 ]        |
| 2005 | (43,2%)                                                            | (10,1%)                                                            | (9,5%)                                                             | (6,9%)                                                             | (5,4%)                                                             | (4%)                                                               | (2,5%)                                                             | (2,5%)                                                             | [ 29 ]        |
| 2004 | (41,2%)                                                            | (18,6%)                                                            | (7,4%)                                                             | (5,2%)                                                             | (4,8%)                                                             | (4,4%)                                                             | (2,3%)                                                             | (2,2%)                                                             | [ 30 ]        |
| 2003 | (38,4%)                                                            | (21,7%)                                                            | (9%)                                                               | (5,9%)                                                             | (4,5%)                                                             | (4,2%)                                                             | (2,3%),                                                            | (2,2%)                                                             | [ 31 ]        |
| 2002 | (46,0%)                                                            | (14,4%)                                                            | (9,4%)                                                             | (5,3%)                                                             | (5,1%)                                                             | (3,9%)                                                             | (2%)                                                               | (1,6%)                                                             | [ 32 ] [ 33 ] |
| 2001 | (56,5%)                                                            | (9,2%)                                                             | (8,1%)                                                             | (5,4%)                                                             | (4,8%)                                                             | (2,3%)                                                             | (1,5%)                                                             |                                                                    | [ 34 ] [ 35 ] |
| 2000 | (59,4%)                                                            | (17,7%)                                                            | (6,7%)                                                             | (2,6%)                                                             | (2,5%)                                                             | (1,4%)                                                             | (1,3%)                                                             | (1,1%)                                                             | [ 36 ] [ 37 ] |
| 1999 | (72,4%)                                                            | (21,8%)                                                            | (1,3%)                                                             | (1,3%)                                                             | (0,9%)                                                             | (0,7%)                                                             | (0,6%)                                                             | (0,6%)                                                             | [ 36 ]        |

Dintre acestea, automobilele Dacia (ex. Dokker,Lodgy, Spring) si modele Ford Ecosport și Puma sunt produse în țară. Daewoo, Lada (modelele Niva, Priora și 110/111/112) și Aro au fost de asemenea produse în România.

## Importurile
Principalii importatori în România sunt: Porsche România, ȚiriacAuto, Auto Schunn, AutoItalia, General Motors România, Auto Cobălescu, Automobile Bavaria, Trust Motors, MHS Truck & Bus și TH Trucks.
Porsche România comercializează mărcile Porsche, Audi, Volkswagen, Škoda, Seat și, din 2008, Bentley și Lamborghini.
ȚiriacAuto comercializează mărcile Mercedes-Benz, smart, Chrysler, Dodge, Mitsubishi, Land Rover, Jaguar, Ford, Mazda și Hyundai.
Auto Schunn este partener autorizat Mercedes-Benz de mai bine de 20 de ani.
AutoItalia comercializează mărcile Fiat, Alfa Romeo, Lancia, Jeep, Maserati, SsangYong și Honda.
General Motors România comercializează mărcile Opel și Chevrolet.
Auto Cobălescu comercializează mărcile Renault, Nissan, BMW și Mini.
Automobile Bavaria este partener autorizat BMW de mai bine de 25 de ani.
Trust Motors comercializează marca Peugeot.
MHS Truck & Bus comercializează marca MAN.
TH Trucks comercializează mărcile DAF, VDL și Isuzu.

## Producția de componente auto
Investițiile totale în producția de componente pentru automobile au depășit 500 milioane de euro în 2006, iar piata a atras zece companii străine noi, care au investit între cinci și 170 milioane euro.
Principala competiție pe piața anvelopelor, estimată la 2,2 milioane de unități în 2007, este manifestată de producătorii Michelin, cu fabrici la Zalău și Florești, Continental AG, a cărui activitate este concentrată în partea de vest a țării, și de producatorul Pirelli, instalat la Slatina.
Până în 2008, investițiile în domeniul de automotive s-au concentrat în zona Timișoara-Arad, însă lipsa acută a forței de muncă în aceste zone a generat o migrație a investițiilor înspre alte locații, una dintre acestea fiind județul Cluj.
Printre companiile de componente auto care dețin unități de producție în România se numără:
- Star Transmision - produce la Cugir cutii de viteze pentru Mercedes-Benz
- Honeywell
- Amberger Werkzeugbau Cșluj - firmă germană care produce la Cluj componente ștanțate și ambutisate pentru industria auto

Companii germane:
- Dräxlmaier - unul dintre cei mai importanți producători de sisteme de cablaje pentru industria auto mondială. Are fabrici în Pitești, Satu Mare, Timișoara, Hunedoara și Brașov.[42]
- INA-Schaeffler - produce lângă Brașov subansamble pentru industria auto[43]
- Marquardt Schaltsysteme - produce la Sibiu sisteme electrice și electromecanice pentru Audi, BMW, Mercedes-Benz și Porsche
- VDO (deținută de Continental) - produce componente pentru airbag-uri la Timișoara
- Kromberg & Schubert - deține patru fabrici la Arad, Sibiu, Mediaș și Timișoara
- Anvis - produce sisteme folosite pentru a izola piesele auto care vibrează. Deține două fabrici în Satu Mare.[44]
- Brandl GmbH - deține o fabrică la Sibiu
- Marquardt Schaltsysteme - deține o fabrică la Sibiu
- Kuhnke GmbH - deține o fabrică la Sibiu
- Leoni - deține patru fabrici în România, la Mioveni, Pitești, Bistrița și Arad
- Röchling Automotive - deține o fabrică în Oarja
- Schneider&Oechsler International - cu fabrica de cablaje și subansamble auto la Lipova

Companii franceze:
- Hutchinson - produce lângă Brașov componente din cauciuc pentru etanșeizare și antivibrație pentru Dacia, Ford, BMW, Peugeot, ACI, Mahle, Filtrauto, Behr și Bosch[45]
- Valeo - produce la Mioveni (Argeș) sisteme de cablaj pentru Dacia

Companii spaniole:
- Caucho Metal Productos - deține o fabrică la Sibiu
- Grupo Antolin (fostă CML Innovative Technologies) - deține o fabrică la Sibiu
- Autoliv - companie furnizoare de sisteme de siguranță auto, produce la Brașov, Timișoara și Lugoj centuri de siguranță, chingi pentru acestea, airbag-uri și butelii cu gaz pentru declanșarea lor[46]

Companii suedeze
- Trelleborg Automotive - produce la Dej (Cluj) componente pentru motoare și șasiuri pentru Dacia[47]

Companii japoneze:
- Yazaki - deține 4 fabrici în Ploiești, Arad, Caracal și Brăila
- Takata-Petri - produce la Arad volane pentru mașini din segmentul premium
- Calsonic Kansei - produce la Ploiești sisteme de aer condiționat, sisteme de răcire și de evacuare pentru Audi și BMW.

Piața de piese auto fost evaluată la 950 de milioane de euro în anul 2009.

## Programul de reînnoire a parcului auto
În anul 2005 a fost inițiat programul Rabla de reînnoire a parcului auto.
Prin acest program au fost casate 14.607 automobile în 2005, 15.110 în 2006, 16.444 în 2007 și 30.466 în 2008.
În 2009, în vederea implementării programului de stimulare a înnoirii parcului auto au fost alocate 190 milioane lei pentru scoaterea din uz a 50.000 de autoturisme de la populație, precum și 38 milioane lei pentru înnoirea flotelor auto ale firmelor cu 10.000 de autoturisme, prima de casare fiind de 3.800 lei.
Obiectivele programului „Rabla” de stimulare a înnoirii parcului auto din România sunt: diminuarea poluării prin scoaterea din uz a autoturismelor mai vechi de 10 ani și creșterea accesibilității la cumpărarea de mașini noi.

## Piața de automobile second hand
Înmatriculările de mașini second-hand în România fost de:
- 2022: 316.332 unități
- 2021: 395.759 unități
- 2010: 214.600 unități[52]
- 2009: 212.910 unități
- 2008: 300.885 unități
- 2007: 123.842 unități
- 2006: 118.422 unități

## Taxa de poluare
Taxa auto a fost introdusă de Guvern în luna ianuarie 2007, fiind calculată în funcție de datele tehnice ale fiecărei mașini în parte, pe baza capacității cilindrice și emisiilor de dioxid de carbon.
Încasările obținute de Guvern din taxa pe poluare pentru autovehicule sunt vărsate la Fondul pentru Mediu.
Încasările din taxa auto din perioada 1 iulie - 14 decembrie 2008 au depășit 900 de milioane de lei.
În perioada ianuarie - iulie 2009, au fost înscrise în circulație 70.000 de autoturisme noi și de două ori mai multe mașini second-hand, iar încasările din taxa de poluare auto au fost de 447 de milioane de lei.
În tot anul 2009, pe fondul scăderii drastice a numărului de înmatriculări auto, încasările statului din taxa de poluare pentru autovehicule au fost de aproximativ 630 milioane lei.
Pentru anul 2010, încasările obținute din taxa auto sunt prognozate la 1,62 miliarde lei.

## Taxa de timbru de mediu
Timbrul de mediu a fost introdus în locul taxei auto 2012. Scopul acestuia este asigurarea unui criteriu ne-discriminatoriu de aplicare. Timbrul de mediu se aplică deopotrivă vehiculelor înmatriculate în România și celor importate în vederea înmatriculării în România. Plata timbrului de mediu se face o singură dată, cu excepția vehiculelor scutite de la plată acestuia. Excepția o reprezintă vehiculele scutite de la plata taxei de timbru și vehiculele pentru care s-a plătit  taxa de poluare / taxa auto / taxa de primă înmatriculare / taxa de mediu și nu a fost recuperate ulterior. Verificarea încadrării în categoria de excepții se face printr-un certificat obținut de la administrația financiară de care aparține proprietarul vehiculului.
În vederea plății timbrului de mediu, proprietarul se va prezenta la ANAF cu cartea de identitate și actele vehicului. ANAF va emite o decizie de plată a timbrului de mediu. 

## Leasing
Piața de leasing operațional a avansat cu 20% în anul 2010, la 31.000 de mașini.

## Istoricul vânzărilor
Buletin statistic auto - anul 2012:
| -                   | Producție + Asamblare | Export  | Import | Vânzări |
| ------------------- | --------------------- | ------- | ------ | ------- |
| Autoturisme         | 326.556               | 320.833 | 52.430 | 72.179  |
| Vehicule comerciale | 11.209                | 10.109  | 12.141 | 14.076  |
| Autobuze            | 0                     | 0       | 1.250  | 1.250   |
| TOTAL               | 337.765               | 330.942 | 65.821 | 87.505  |

Buletin statistic auto - anul 2011:
| -                   | Producție + Asamblare | Export  | Import | Vânzări |
| ------------------- | --------------------- | ------- | ------ | ------- |
| Autoturisme         | 310.243               | 282.191 | 66.287 | 94.624  |
| Vehicule comerciale | 24.989                | 22.733  | 12.623 | 15.193  |
| Autobuze            | 0                     | 0       | 851    | 851     |
| TOTAL               | 335.232               | 304.924 | 79.761 | 110.668 |

Buletin statistic auto - anul 2010:
| -                   | Producție + Asamblare | Export  | Import | Vânzări |
| ------------------- | --------------------- | ------- | ------ | ------- |
| Autoturisme         | 323.587               | 289.855 | 71.928 | 106.328 |
| Vehicule comerciale | 27.325                | 24.806  | 9.897  | 12.275  |
| Autobuze            | 0                     | 0       | 814    | 814     |
| TOTAL               | 350.912               | 314.661 | 82.639 | 119.417 |

Buletin statistic auto - anul 2009:
| -                   | Producție + Asamblare | Export  | Import  | Vânzări |
| ------------------- | --------------------- | ------- | ------- | ------- |
| Autoturisme         | 279.320               | 242.688 | 91.457  | 130.193 |
| Vehicule comerciale | 17.178                | 16.205  | 13.412  | 16.678  |
| Autobuze            | 0                     | 0       | 1.091   | 1.091   |
| TOTAL               | 296.498               | 258.893 | 105.960 | 147.962 |

Buletin statistic auto - anul 2008:
| -                   | Producție + Asamblare | Export  | Import  | Vânzări |
| ------------------- | --------------------- | ------- | ------- | ------- |
| Autoturisme         | 231.056               | 153.595 | 189.050 | 270.995 |
| Vehicule comerciale | 14.241                | 2.503   | 39.352  | 48.920  |
| Autobuze            | 11                    | 0       | 4.153   | 4.165   |
| TOTAL               | 245.308               | 156.098 | 232.555 | 324.080 |

Buletin statistic auto - anul 2007:
| -                   | Producție + Asamblare | Export  | Import  | Vânzări |
| ------------------- | --------------------- | ------- | ------- | ------- |
| Autoturisme         | 234.103               | 121.866 | 204.719 | 315.621 |
| Vehicule comerciale | 7.599                 | 685     | 40.963  | 47.961  |
| Autobuze            | 10                    | 0       | 3.227   | 3.237   |
| TOTAL               | 241.712               | 122.551 | 248.909 | 366.819 |

Buletin statistic auto - anul 2006:
| -                   | Producție + Asamblare | Export | Import  | Vânzări |
| ------------------- | --------------------- | ------ | ------- | ------- |
| Autoturisme         | 201.663               | 80.032 | 137.252 | 256.364 |
| Vehicule comerciale | 11.926                | 446    | 26.369  | 38.285  |
| Autobuze            | 8                     | 0      | 2.506   | 2.513   |
| TOTAL               | 213.597               | 80.478 | 166.127 | 297.162 |

Buletin statistic auto - anul 2005:
| -                   | Producție + Asamblare | Export | Import  | Vânzări |
| ------------------- | --------------------- | ------ | ------- | ------- |
| Autoturisme         | 174.538               | 58.653 | 102.043 | 215.532 |
| Vehicule comerciale | 20.264                | 75     | 18.700  | 39.235  |
| Autobuze            | 0                     | 0      | 1.647   | 1.647   |
| TOTAL               | 194.802               | 58.728 | 122.390 | 256.414 |

Buletin statistic auto - anul 2004:
| -                   | Producție + Asamblare | Export | Import | Vânzări |
| ------------------- | --------------------- | ------ | ------ | ------- |
| Autoturisme         | 98.997                | 16.985 | 58.165 | 145.120 |
| Vehicule comerciale | 23.188                | 2.449  | 13.809 | 34.623  |
| Autobuze            | 0                     | 0      | 1.184  | 1.184   |
| TOTAL               | 122.185               | 19.434 | 73.158 | 180.927 |

Buletin statistic auto - anul 2003:
| -                   | Producție + Asamblare | Export | Import | Vânzări |
| ------------------- | --------------------- | ------ | ------ | ------- |
| Autoturisme         | 75.706                | 9.230  | 42.145 | 106.763 |
| Vehicule comerciale | 19.540                | 2.189  | 10.297 | 27.873  |
| Autobuze            | 6                     | 0      | 663    | 669     |
| TOTAL               | 95.252                | 11.419 | 53.105 | 135.305 |

Buletin statistic auto - anul 2002:
| -                   | Producție + Asamblare | Export | Import | Vânzări |
| ------------------- | --------------------- | ------ | ------ | ------- |
| Autoturisme         | 65.266                | 11.008 | 34.277 | 88.804  |
| Vehicule comerciale | 14.172                | 1.063  | 9.165  | 22.135  |
| Autobuze            | 18                    | 0      | 998    | 1.061   |
| TOTAL               | 79.456                | 12.071 | 44.440 | 112.000 |

Buletin statistic auto - anul 2001:
| -                   | Producție + Asamblare | Export | Import | Vânzări |
| ------------------- | --------------------- | ------ | ------ | ------- |
| Autoturisme         | 56.774                | 13.257 | 23.828 | 72.157  |
| Vehicule comerciale | 11.611                | 1.025  | 6.854  | 19.005  |
| Autobuze            | 40                    | 0      | 358    | 358     |
| TOTAL               | 68.761                | 14.282 | 31.040 | 91.520  |

Buletin statistic auto - anul 2000:
| -                   | Producție + Asamblare | Export | Import | Vânzări |
| ------------------- | --------------------- | ------ | ------ | ------- |
| Autoturisme         | 64.181                | 7.772  | 14.430 | 66.276  |
| Vehicule comerciale | 13.948                | 1.596  | 5.324  | 17.440  |
| Autobuze            | 36                    | 0      | 417    | 454     |
| TOTAL               | 78.165                | 9.368  | 20.171 | 84.170  |

Buletin statistic auto - anul 1999:
| -                   | Producție + Asamblare | Export | Import | Vânzări |
| ------------------- | --------------------- | ------ | ------ | ------- |
| Autoturisme         | 88.313                | 2.053  | 6.764  | 97.144  |
| Vehicule comerciale | 18.506                | 684    | 3.695  | 21.468  |
| Autobuze            | 78                    | 0      | 123    | 305     |
| TOTAL               | 106.897               | 2.737  | 10.582 | 118.917 |

Buletin statistic auto - anul 1998:
| -                   | Producție + Asamblare | Export | Import | Vânzări |
| ------------------- | --------------------- | ------ | ------ | ------- |
| Autoturisme         | 103.931               | 3.817  | 13.530 | 115.833 |
| Vehicule comerciale | 22.706                | 827    | 4.547  | 26.582  |
| Autobuze            | 267                   | 0      | 291    | 520     |
| TOTAL               | 126.904               | 4.644  | 18.368 | 142.935 |

Vânzări 1997: 114.602 (93.724 autoturisme și 20.878 comerciale)
Vânzări 1996: 118.024 (96.754 autoturisme și 21.270 comerciale)

## Producători auto

### Activi

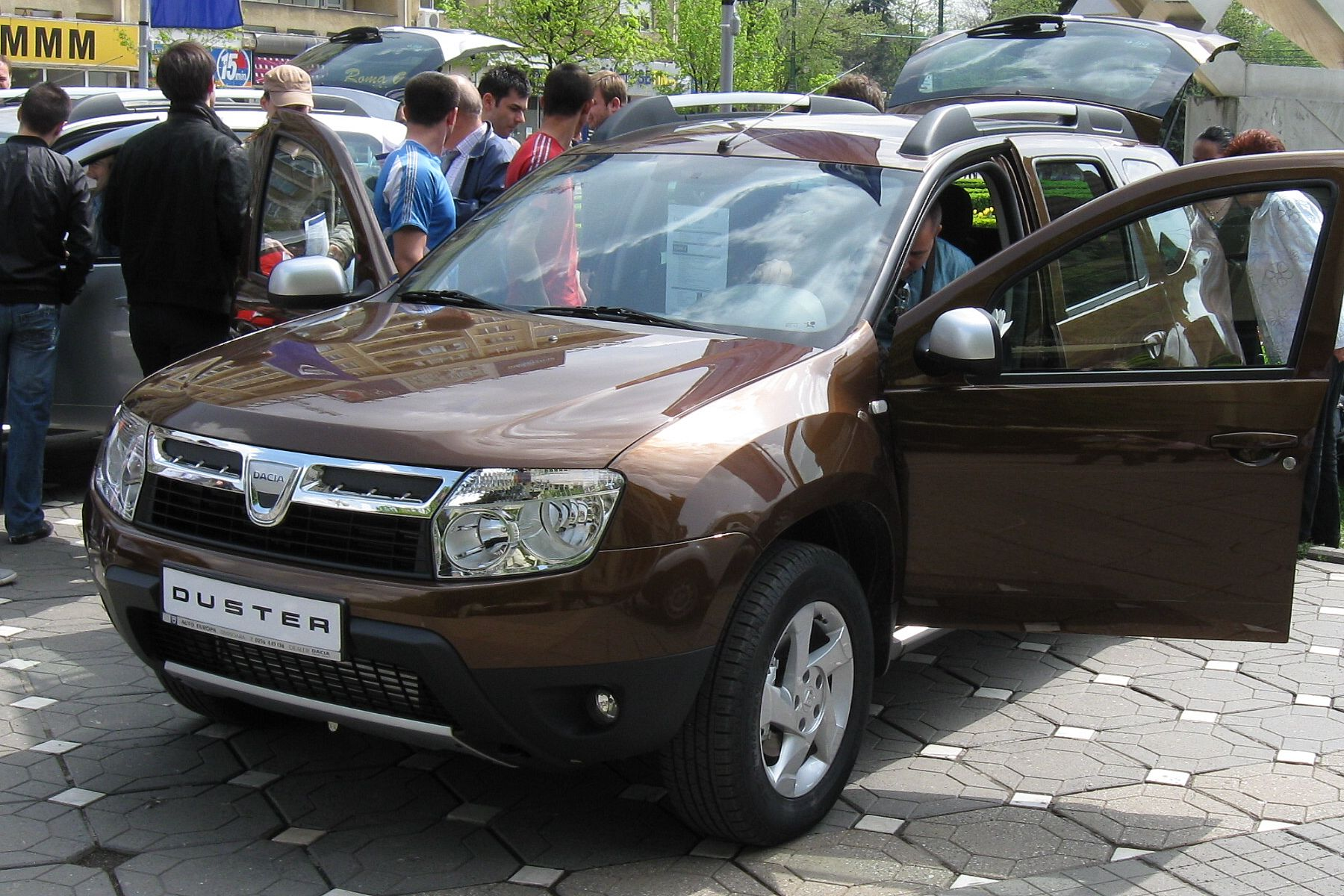
Dacia Duster

- Astra Bus
- C&I Eurotrans XXI
- Dacia
- El Car
- Ford România
- Grivbuz
- ROMAN Brașov (cu divizia DAC)

### Istorici

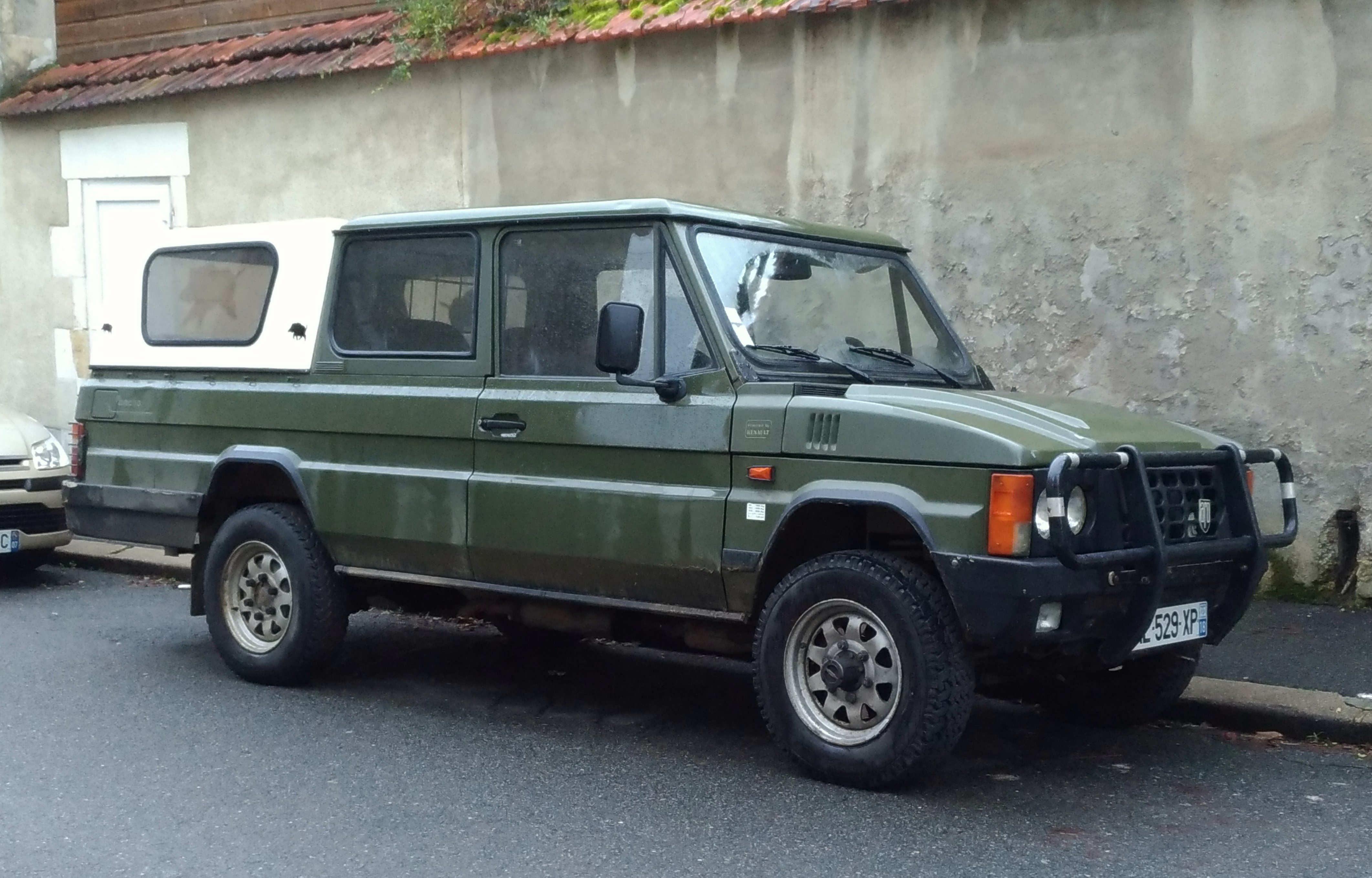
Automobil de teren ARO 10

- AA&WF
- ARO
- Automobile Craiova
- Malaxa
- Oltcit
- Rocar